# John Binns
John Binns (ur. 1914, zm. 6 sierpnia 1986) – brytyjski polityk Partii Pracy, deputowany Izby Gmin.

## Działalność polityczna
W okresie od 15 października 1964 do 18 czerwca 1970 reprezentował okręg wyborczy Keighley w brytyjskiej Izbie Gmin.